# Chris Kontos
Christopher Kontos (* 10. Dezember 1963 in Toronto, Ontario) ist ein ehemaliger kanadischer Eishockeyspieler, der in seiner aktiven Zeit von 1980 bis 1998 unter anderem für die New York Rangers, Pittsburgh Penguins, Los Angeles Kings und Tampa Bay Lightning in der National Hockey League sowie die Revierlöwen Oberhausen in der Deutschen Eishockey Liga spielte.

## Karriere
Chris Kontos begann seine Karriere als Eishockeyspieler in der kanadischen Juniorenliga Ontario Hockey League, in der er von 1980 bis 1982 für die Sudbury Wolves und Toronto Marlboros aktiv war. Im NHL Entry Draft 1982 wurde er in der ersten Runde als insgesamt 15. Spieler von den New York Rangers ausgewählt. Nachdem er auch die Saison 1982/83 bei den Toronto Marlboros in der OHL begonnen hatte, gab er im Laufe der Spielzeit sein Debüt für die New York Rangers in der NHL. Von 1983 bis 1985 stand er parallel für die New York Rangers in der NHL sowie die Tulsa Oilers aus der Central Hockey League und die New Haven Nighthawks aus der American Hockey League auf dem Eis. Die Saison 1985/86 begann der Flügelspieler bei Ilves Tampere in der finnischen SM-liiga und beendete sie in der AHL bei den New Haven Nighthawks.
Die Saison 1986/87 begann er erneut bei den New Haven Nighthawks in der AHL und beendete sie bei den Pittsburgh Penguins in der NHL. Während der folgenden Spielzeit spielte er zunächst für Pittsburgh in der NHL sowie die Muskegon Lumberjacks aus der International Hockey League. Im Februar 1988 wurde er von Pittsburgh innerhalb der NHL an die Los Angeles Kings abgegeben, bei denen er bis Saisonende ebenso spielte wie für deren AHL-Farmteam New Haven Nighthawks. Den Großteil der Saison 1988/89 verbrachte der Kanadier beim EHC Kloten in der Schweizer Nationalliga A. Nach Ende der Spielzeit in der Schweiz kehrte er für die Playoffs zu den Los Angeles Kings in die NHL zurück. In der Saison 1989/90 trat er erneut für Los Angeles in der NHL an, konnte sich dort jedoch nicht vollends durchsetzen, sodass er den Großteil der Spielzeit bei deren AHL-Farmteam New Haven Nighthawks verbrachte.
In der Saison 1990/91 stand Kontos für die Phoenix Roadrunners in der IHL auf dem Eis. Zur folgenden Spielzeit wurde er vom HC Courmaosta aus der Serie A2, der zweiten italienischen Spielklasse, verpflichtet. In der Saison 1992/93 erzielte er für das neu gegründete NHL-Team Tampa Bay Lightning in 66 Spielen 27 Tore und 24 Vorlagen. In der Saison 1993/94 setzte er mit dem professionellen Eishockey aus und trat stattdessen mit dem Team Canada bei dessen Olympiavorbereitung an. Zur Saison 1994/95 blieb der langjährige NHL-Spieler in Europa und spielte für den Skellefteå AIK in Schweden in der damals noch zweitklassigen Division 1. Von 1995 bis 1997 spielte er in der IHL für die Cincinnati Cyclones, Rafales de Québec und Manitoba Moose. Zuletzt spielte er in der Saison 1997/98 für die Revierlöwen Oberhausen in der Deutschen Eishockey Liga. Für die Oberhausener erzielte er in 26 DEL-Spielen zehn Tore und vier Vorlagen. Anschließend beendete er seine Karriere im Alter von 34 Jahren.

### International
Für Kanada nahm Kontos an den Olympischen Winterspielen 1994 in Lillehammer teil, bei denen er mit seiner Mannschaft die Silbermedaille gewann.

## Familie
Chris Kontos ist griechischer Abstammung und verbrachte einen Teil seiner Kindheit in Griechenland. Sein Sohn Kristoff Kontos spielt ebenfalls Eishockey.

## Erfolge und Auszeichnungen
- 1994 Silbermedaille bei den Olympischen Winterspielen